# Centaurea samothracica
Centaurea samothracica — вид квіткових рослин родини айстрових (Asteraceae). Ареал: Греція (Самотракі).

## Екологія
Острів Самотракі. Ущелини темних вивержених порід.

## Біоморфологічна характеристика
Це трав'яниста багаторічна рослина, біля основи злегка здерев'яніла, 25–45 см заввишки. Стебел кілька, із залишками черешків старих прикореневих листків, висхідно-розпростерті або дещо пониклі, розгалужені в середині або нижче, зелені або сірувато-біло павутинисті. Прикореневі та нижні стеблові листки від перисторозсічених до перистороздільних, 5–10 × 1.5–2 см з від еліптично-ланцетних до лінійно-ланцетних сегментів розміром до 20 × 2 мм. Прикореневі листки біло запушені на обох поверхнях; стеблові листки сірувато-зелені, дрібно залозисті. Верхні стеблові листки редуковані, від лінійних до ланцетних, зубчасті або цілісні, поступово приквіткові. Квіткові голови поодинокі, до 20 мм ушир під час цвітіння. Обгортка 10–15 × 5–9 мм, вузькояйцювата під час цвітіння. Філярії 4–5-рядні, черепицеві; придаток від блідо-коричневого до жовтувато-бурого. Крайові квітки безплідні, залозисті, воронкові з блідо-багряно-рожевими, лінійно-ланцетними частками 3–5 мм завдовжки. Центральні квітки двостатеві, трубчасті з темно-рожевими частками 2–3 мм завдовжки. Сім'янки ≈ 3 × 1.3 мм, від циліндричної до вузько-оберненояйцевидної форми, злегка стиснуті, сірі, рідко запушені; папус білий, з лускоподібних щетинок, зовнішні короткі, внутрішні приблизно рівні тілу сім'янки.